# Aspects environnementaux du mercure
Les aspects environnementaux du mercure sont des aspects qui concernent l'état des lieux et les répercussions sur l'environnement des activités humaines émettant du mercure, toxique sous toutes ses formes, et leurs conséquences sur le cycle biogéochimique du mercure, un métal toxique et volatil à température ambiante présent dans tous les écosystèmes (AMAP/UNEP, 2013) mais avec des teneurs croissantes et préoccupantes liées aux retombées des émissions atmosphériques de l'ère industrielle (UN Environment, 2019). Sa concentration et sa répartition dans les écosystèmes sont devenues préoccupantes, notamment en raison de sa neurotoxicité pour l'Homme et l'Animal (Cariccio et al., 2019), en particulier sous sa forme méthylée, le méthylmercure (MeHg) qui est bioaccumulable et bioamplifiable (dans le réseau trophique aquatique notamment), exposant les consommateurs fréquents de poissons, crustacés et fruits de mer à une intoxication mercurielle chronique.
Ainsi, en 1988, les émissions naturelles ont été estimées à 6 000 t/an, contre, pour les émissions artificielles, 1 100 t/an, provenant en particulier de la combustion du charbon, l'incinération de déchets contenant du mercure, l'orpaillage illégal en zone tropicale et certaines activités industrielles. Malgré l'interdiction du mercure pour un nombre croissant d'usages, le taux de mercure dans les poissons marins - révélateur de la pollution -  ne cesse de croître, atteignant des seuils très préoccupants chez de nombreux mammifères marins. 

## Mesures, normes et toxicité

### Analyses du mercure
Il est utile de pouvoir différencier et tracer les différentes espèces du mercure car elles peuvent rapidement évoluer dans le temps (méthylation/déméthylation) et leur toxicité diffère beaucoup, et de le doser dans différentes parties des organismes étudiés.
Des analyses isotopiques permettent de mieux tracer l'origine d'une pollution ou d'une contamination ou les cycles saisonniers de contamination ou la bioconcentration du mercure concernant les apports de mercure, par exemple dans un lac
Les mesures de très faibles doses de mercure, dans l'air et les eaux météoriques ou la glace, impliquent de soigneusement éviter les contaminations involontaires des échantillons par le matériel de prélèvement et de laboratoire .

### Toxicité
Il est neurotoxique, toxique, écotoxique et joue un rôle de perturbateur endocrinien.
Le mercure est toxique sous toutes ses formes. Il est bioassimilable et bioaccumulable ; Il se concentre facilement dans les organismes et tout au long du réseau trophique (pyramide alimentaire), en particulier dans les sédiments ou eaux douces, estuariennes ou marines où sous forme de méthylmercure (CH3Hg), bien que présent en traces infimes dans l'eau, il se concentre jusqu'à 10 millions de fois dans les organismes aquatiques (moules, huitres et autres animaux filtreurs en particulier). En tête de pyramide alimentaire, on le retrouve très concentré chez les cétacés  (dauphins, cachalots..) ou oiseaux prédateurs marins.

Dans la plupart des pays, c'est un des contaminants réglementés dans l'eau, l'air, les sols, les boues d'épuration, certains matériaux (contact alimentaire), les aliments... pour des raisons de protection sanitaire ;

Il ne doit pas dépasser 0,5 mg/kg p.h. (poids humides), soit environ 2,5 mg/kg p.s (poids secs) dans l'alimentation ;

Il est dans la plupart des pays l'un des 3 ou 4 métaux prioritaires retenus au titre de la surveillance chimique, dont par la Directive cadre sur l'eau en Europe (La norme de qualité environnementale (NQE) a été fixée à 0,05 μg/L pour l'eau).
Les matériaux d'emballages alimentaires contenant des aliments humides et/ou gras doivent en contenir moins de 0,3 mg extractible à l'eau par kg de matériau.

## Origine du mercure
Le mercure est présent dans la croûte terrestre, généralement en profondeur ou piégé dans le sol. Certains affleurements en contiennent des quantités plus importantes. Ce sont les endroits qui ont été utilisés comme mines de mercure, dès l'Antiquité parfois. Les pergélisols et glaces polaires (calotte glaciaire) et les rivières et les lacs arctiques peuvent en contenir de grandes quantités. Tout l'Arctique semble concerné.
Une source de mercure est le dégazage progressif de la croûte terrestre. Ce phénomène est responsable du dégagement de quantités importantes de mercure. Néanmoins, du fait de son universalité, à un endroit donné, ce phénomène joue un rôle mineur. Plus localement, les phénomènes volcaniques et certains geysers peuvent aussi être à l'origine d'émission atmosphérique importante de mercure. Ils en sont les principales sources naturelles.
Il a, pour partie, une origine naturelle (près des gisements naturels et à partir de certains geysers ou de certains feux de forêt).
Le reste a les activités humaines comme origine, et passe souvent une, voire plusieurs fois, par le compartiment atmosphérique.
La part anthropique de ce mercure (séquelle environnementale) varie beaucoup selon les régions et dans le temps, y compris saisonnièrement.
En mer, il peut notamment provenir de rejets industriels (ou stations d'épuration urbaines) terrigènes, voire de la corrosion de munitions immergées (amorces de munitions au fulminate de mercure) ; Les poissons prédateurs d'eau douce et marins le bioaccumulent fortement (thon, marlin, espadon…).
En Amérique du Sud, l'orpaillage en est une des sources principales.
Aux États-Unis où le mercure est une des principales sources de pollution de la pluie, il proviendrait essentiellement des émissions de centrales au charbon, de la combustion du pétrole et du gaz (notamment des gaz profonds), de l'industrie, de l'incinération de déchets et de la crémation ; 
En Chine, il proviendrait de la production des métaux non ferreux (fusion de zinc notamment), de la combustion de charbon à forte teneur en mercure et de certaines activités industrielles (production de batteries, de lampes fluorescentes, de ciment sont les plus importants), contribuant respectivement pour environ 45 %, 38 % et 17 % du total des émissions de mercure sur la base des données de 1999.
Les débroussaillages par le feu, les incendies de forêts, et autres feux de biomasse en sont aussi une source diffuse.
Toute la planète est concernée par les retombées des émissions des grands pays industrialisés (dont la Chine, devenue l'une des principales sources), dont les zones polaires qui sont même fortement touchées bien que presque dépourvues d'établissements humains.
Cette pollution est durable (ainsi, une étude chinoise a montré que 20 ans après la fermeture d'une usine polluante d'acide acétique à Songyuan (province de Jilin), 16,7 % des cheveux des résidents contenaient encore un taux de mercure dépassant 1 mg/kg (valeur de référence de l'EPA)) : le mercure n'est pas biodégradable (et une même molécule peut de manière cyclique être méthylée et recontaminer la chaine alimentaire).

## Cinétique environnementale
Le mercure est le seul métal volatil à température et pression ambiante, y compris à partir de l'eau ou de sols pollués), ce qui en fait le polluant métallique le plus spontanément mobile dans l'environnement (« polluant global ») et qui complexifie l'étude de son cycle biogéochimique,.
Trois facteurs ont dans ce cadre une grande importance écotoxicologiques, que les chercheurs tentent de modéliser ; ce sont :
1. L'importance quantitative des flux de mercure (entre compartiments et entre ces compartiments et les espèces vivantes et inversement) ;
2. la nature des espèces chimiques du mercure (qui influent beaucoup sur sa toxicité et sa bioassimilation)[30] ;
3. le climat, la météo (pression atmosphérique)... qui sont sources d'importantes variations saisonnières de flux d'un compartiment à l'autre[31],[32],[33],[34], avec notamment chaque année un phénomène saisonnier dit de pluie de mercure observé près du pôle Nord. Des phénomènes photochimiques semblent actifs pour le cycle du mercure dans l'eau, mais sont inhibés dans les estuaires très turbides où la lumière et les UV solaires ne peuvent pénétrer profondément dans l'eau[35].

### Le mercure dans l'air
Le mercure naturellement aérotransporté vient principalement des volcans et moindrement de la mer (transfert mer → atmosphère et des sols).
Une quantité croissante et importante de mercure dit anthropique provient des centrales thermiques et électriques brûlant du charbon, du fioul, des torchères de certains gaz, des incinérateurs, de certaines mines et usines métallurgiques (dont aciéries), des cimenteries  car les combustibles fossiles notamment peuvent en contenir des concentrations non négligeables. Les végétaux et cadavres d'organismes vivants contenus dans les dépôts sédimentaires qui ont formé la tourbe, la Houille et le pétrole contenaient du mercure à diverses concentrations. Ce dernier est libéré avec la combustion de ces ressources fossiles.

Certaines usines de production de chlore et d'eau de Javel utilisant le procédé à cathode mercurielle en émettent aussi des quantités significatives.
Le « temps de résidence » du mercure dans l'air semble assez bref (11 jours en moyenne).
Ce mercure atmosphérique est en effet presque entièrement lessivé par la pluie (et presque toutes les pluies analysées aux États-Unis contenaient du mercure à des taux dépassant (souvent de beaucoup) ceux autorisés dans l'eau potable.
Une partie du mercure rabattu au sol par les pluies ou les eaux météoriques (neige...) peut être ensuite à nouveau évaporé vers l'atmosphère, à partir d'eaux douces (lacs...), saumâtres (estuaires) ou salées (avec des flux qui sont notamment influencés par les UV solaires et le taux de matière organique dissous), ou à partir du sol, avec alors des différences constatées selon l'écosystème ou l'agrosystème observé (y compris entre deux types de prairies par exemple).

### Le mercure dans l'eau, les sols et sédiments
À partir des eaux météoriques, le mercure passe de l'air à l'eau. Il est retrouvé dans les torrents et lacs, (y compris dans les zones arctiques où il affecte la santé humaine), d'où il a ensuite tendance à se concentrer et sédimenter des zones alluviales et des bassins de drainage. On le retrouve aussi dans les eaux littorales où les apports terrigènes s'ajoutent au mercure dissous dans l'eau de mer à partir de l'atmosphère.
Une partie du mercure (d'origine naturelle ou non) est continuellement réintroduite dans l'eau via l'érosion du bassin, ainsi que des retombées atmosphériques (vapeur, poussières atmosphériques contaminées). L'acidification des mers et des eaux douces (par le CO2 principalement) facilite la désorption du mercure et sa circulation dans les écosystèmes en aggravant ses effets et sa bioaccumulation (chez les poissons notamment,, dont chez des poissons abondamment consommés par l'Homme tels que la truite, brochet ou même chez des poissons situés plus "bas" dans la pyramide trophique tels que la perche en affectant leur santé reproductive.
Le mercure libéré dans l'environnement (avec des effets saisonniers marqués, notamment dus à la météorologie qui influe sur les dépôts (neige, pluie) ou la réévaporation (chaleur) ; en zone froide ou d'altitude des phénomènes tels que la fonte des neiges expliquent aussi de brutales et cycliques variations dans les apports en mercure,). Des cycles saisonniers sont observés (en zone polaire notamment selon la hauteur du soleil sur l'horizon) pour les dépôts et relargages, mais aussi diurnes/nocturnes lors de la fonte des neiges au soleil par exemple, avec des effets sur la spécification du mercure.
Ce mercure peut ensuite circuler entre les grands compartiments de l'environnement (eau/air/sol) en migrant sous ses formes ioniques (et plus rarement métalliques) et en étant transporté par des organismes vivants (bioturbation).
Quand le pH des eaux acides se situe entre cinq et sept (acidité), les concentrations en mercure augmentent dans l'eau à cause d'une mobilisation accrue du mercure à partir du sol ou des sédiments. Les sédiments accumulent et éventuellement relarguent la pollution historique en mercure dans le réseau hydrographique, les zones humides et les nappes les plus vulnérables,. Si le sédiment est totalement anoxique, le mercure y est provisoirement piégé sous forme de sulfure de mercure HgS, et préservé de la méthylation (Stein et al., 1996). Ailleurs les différentes espèces de mercure divalent peuvent être réduites en Hg 0 et retransférées au système aqueux et impliquées à long terme dans les cycles de méthylation - déméthylation / bioturbation / contamination.
Le passage d'un compartiment à un autre est mesuré au moyen de « chambres » spéciales, disposées in situ et permettant de mesurer un flux de mercure d'un milieu à un autre.
Des synergies toxiques sont possibles entre hydrocarbures ou molécules issues de la chimie organique de synthèse (pesticides, dont Chlorpyriphos ou dieldrine par exemple) et d'autres polluants présents dans les sols ou sédiments, dont avec le mercure. Plus l'eau descend des montagnes et est proche des estuaires, plus elle est chargée d'un cocktail complexe de polluants pouvant interagir entre eux et avec les organismes vivants.
Les activités humaines (dont l'épandage de certains engrais et boues d'épuration ou le rejet de vapeur de mercure et/ou d'eaux usées contaminées par l’industrie, contribuent à aggraver les rejets de mercure directement dans l'air, le sol et l'eau.
L'eau, les zones humides et la forêt sont les premiers milieux touchés par une accumulation de mercure et de méthylmercure.
Les baies et estuaires sont aussi les réceptacles de pollutions urbaines et portuaires ainsi que des apports terrigènes (des bassins versants) transférés par les cours d'eau et parfois par des eaux souterraines.
Des microorganismes (bactéries sulfato-réductrices principalement dans les sédiments anoxiques) transforment le mercure Hg en méthylmercure CH3Hg+ beaucoup plus toxique, bioaccumulable que le mercure pur, et qui peut également contaminer l'eau et l'air. La biotransformation est favorisée par un pH élevé. En milieu acide, on assiste davantage à une réduction du mercure sous forme d'ions Hg2+.

Dans certaines conditions de milieu, une méthylation abiotique supplémentaire existe aussi.
Les plantes l'absorbent ; Selon Grigal (2003), presque tout le mercure trouvé dans les parties aériennes des végétaux provient des apports atmosphériques,. 90 % à 95 % du mercure mesuré dans les feuilles, et 30 % à 60 % de celui retrouvé dans les racines est d’origine atmosphérique (Mosbæket al., 1988). Dans les zones polaires, désertiques et marines, le cycle du mercure est différent (dépôts secs et humides, avec réévaporation ou lessivage).
Les plantes (mousses et lichens notamment) recueillent et/ou absorbent du mercure quand elles sont humides mais peuvent aussi en rejeter dans l'air sec.
Les champignons, comme les plantes, peuvent également concentrer le mercure contenu dans le sol ou certains sédiments.
Le réseau trophique aquatique contribue à la bioconcentration du mercure qu'on retrouve en quantité d'autant plus importante que les poissons ou mammifères marins sont gros et vieux et placés en tête de la pyramide alimentaire

### Le mercure et les animaux
Certains Micro-organismes (bactéries, notamment des milieux anaérobies) peuvent transformer le mercure qui atteint les eaux de surface en « méthylmercure » et la plupart des organismes biologiques absorbent rapidement cette substance. Le méthylmercure est également connu pour sa toxicité neurologique. Les poissons sont parmi les organismes qui absorbent le méthylmercure contenu dans l'eau en grande quantité. Par conséquent, le méthylmercure s'accumule dans l’organisme des poissons et entre facilement dans la chaîne alimentaire, notamment parce qu'il se concentre dans la chair et non - comme le mercure pur - dans le foie et le rein, peu consommés par l'homme. Parmi les effets délétères du mercure consommés par les prédateurs des poissons, on observe des troubles de la reproduction (le mercure est un perturbateur endocrinien), des lésions intestinales, des perforations gastriques, des altérations de l'ADN, et des atteintes rénales.
Le mercure se concentre au fur et à mesure qu'il remonte la chaîne alimentaire. On parle de bioaccumulation. Ce phénomène a mené à de nombreuses intoxications à grande échelle : on peut citer par exemple la tragédie de Minamata et la contamination de certaines populations amérindiennes exposées au mercure des chercheurs d'or, dont celle de la Guyane.
Les espèces des poissons de grande taille, tels que le thon ou l’espadon, sont  habituellement davantage concernées que les espèces plus petites, puisque le mercure s'accumule au sommet de la chaîne alimentaire. Aux États-Unis, la Food and Drug Administration (FDA) recommande aux femmes en âge de procréer et aux enfants d'exclure totalement de leur alimentation l’espadon, le requin, le maquereau et de limiter la consommation du crabe et du thon à 6 onces (0,187 kg) ou moins par semaine. Cependant, il n'y a aucune preuve que la consommation modérée de poisson aux États-Unis comporte un risque sanitaire significatif. Une étude récente de la Harvard Medical School concernant les mères et les enfants en bas âge suggère que les avantages alimentaires de la consommation de poisson sont supérieurs aux inconvénients potentiels du methylmercure.
Dans l'étude, chaque portion hebdomadaire supplémentaire de poisson consommé par la mère pendant la grossesse a été associée à une augmentation parallèle du niveau cognitif de l'enfant.

## Moyens d'action

### Inertage du mercure
En raison de sa volatilité, il est difficile à inerter (à moins de l'amalgamer, ce qui poserait d'autres problèmes). Or les stocks de mercure augmentent en raison du retrait du marché de nombreux produits qui en contenaient et de la récupération de mercure à partir de divers types de déchets.
Les chimistes cherchent encore des solutions permettant de mieux et plus durablement le solidifier et/ou l'inerter.

## Modélisation, tendances et prospective
Bien que l'on ait acquis beaucoup de données à son sujet, le cycle biogéochimique du mercure est encore imparfaitement compris.
Des chercheurs tentent de produire et utiliser des modèles mathématiques et informatiques pour expliquer les transferts aéroportés de mercure, prédire l'évolution de la contamination d'individus ou d'écosystèmes, ou les risques de transformation du mercure métallique en espèces chimiques plus toxiques en fonction des paramètres biotiques et abiotiques du milieu (dont la température et l'acidification qui ont déjà commencé à évoluer à la suite du dérèglement climatique ou d'aménagements artificialisants des cours d'eau).
De même cherche-t-on à produire des systèmes d'analyse des risques (à échelle du bassin-versant souvent), de gestion des risques et de mitigation, et à mieux comprendre le rôle des antioxydants naturels que certaines plantes ou animaux synthétisent ou bioaccumulent.
Ces modèles sont aussi nécessaires aux analyses prospectives, par exemple pour essayer d'évaluer le potentiel d'émissions mondiales de mercure à horizon 2050 à partir des tendances des années 2000 et selon différents scenarios (ceux de l'IPCC) et hypothèses sur le développement socio-économique et technologique ou réglementaire.

Selon les modèles et tendances disponibles en 2005, il semble probable que les émissions de mercure vont empirer de 2005 à 2050. À horizon 2050, les émissions mondiales de mercure devraient passer de 2480 Mg en 2006 à des émissions comprises dans une fourchette de 2390 Mg à 4860 Mg (soit une augmentation de 4 % à + 96 % selon les scénarios retenus).
La principale force motrice en cause sera a priori l'expansion des mines de charbon et des centrales électriques au charbon dans les pays émergents et dits en développement, particulièrement en Asie qui depuis la fin du XXe siècle est le pays où la consommation de charbon a le plus augmenté,.
Au début du XXIe siècle, la capacité des industriels à arrêter ou diminuer la croissance des émissions de mercure dans l'air est encore limitée par le nombre relativement faible de technologies efficaces pour capter à coût raisonnable le mercure émis par les installations de combustion, d'incinération et surtout les centrales électriques au charbon. Par rapport aux incinérateurs de déchets, ce sont les centrales thermiques au charbon qui ont le moins amélioré leurs performances ; leurs émissions de mercure par tonne de charbon brûlé n'ont diminué que de 10 % aux États-Unis en 15 ans (de 1990 à 2005), alors que les incinérateurs de déchets médicaux les ont diminuées de 98 % et les incinérateurs de déchets de 96 % sur la même période
Une généralisation de la désulfuration des gaz de combustion et un déploiement à grande échelle de technologies basées sur l'absorption ou l'adsorption de mercure (telles que l'injection de charbon activé) seraient nécessaires pour réduire les émissions avant 2050, mais les technologies de démercurisation de grands volumes de gaz ne sont pas encore commercialisées ; Grâce à elles, la part du mercure élémentaire dans le total des émissions soufrées pourrait diminuer (de ~ 65 % aujourd'hui à ~ 50 - 55 % en 2050), tandis que la part de mercure divalent augmentera, ce qui impliquera des changements dans le transport à longue distance de mercure élémentaire aéroporté, et dans les dépositions locales de mercure. Dans le pire des cas, les émissions des deux espèces pourraient augmenter.
Le Conseil d'administration du Programme des Nations unies pour l'environnement (PNUE) du 20 février 2009 a adopté le principe d'un traité contraignant d'ici quatre années pour limiter les pollutions dues à ce métal toxique.

### Cadre juridique
- Directive 82/176/CEE du Conseil, du 22 mars 1982, concernant les valeurs limites et les objectifs de qualité pour les rejets de mercure du secteur de l'électrolyse des chlorures alcalins [Journal officiel L 81 du 27.03.1982] (directive modifiée par la directive 91/692/CEE du Conseil)
- Directive 84/156/CEE du Conseil, du 8 mars 1984, concernant les valeurs limites et les objectifs de qualité pour les rejets de mercure des secteurs autres que celui de l'électrolyse des chlorures alcalins [Journal officiel L 74 du 17.03.1984] (directive modifiée par la directive 91/692/CEE)